# 막시미누스 다자

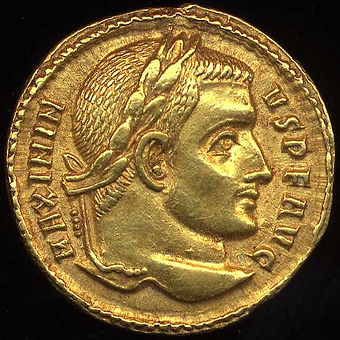

막시미누스 다자(Maximinus Daza) 또는 다자(그리스어: Μαξιμινος; 11월 20일 c. 270 – c. 313년 7월)라는 이름으로 태어난 갈레리우스 발레리우스 막시미누스(Galerius Valerius Maximinus)는 310년부터 313년까지 로마 황제였다. 그는 제국의 지배권을 놓고 경쟁하는 주장자들 사이에 벌어진 사분정치 내전에 휘말리게 되었다. 그는 리키니우스에게 패배했다. 헌신적인 이교도였던 그는 죽기 직전에 관용 칙령을 발표하기 전에 기독교인에 대한 마지막 박해 중 하나에 가담했다. 막시미누스는 마지막 로마 황제이자 파라오라는 칭호를 보유한 마지막 인물이었으며, 그의 죽음으로 3,400년 동안 이어온 파라오 직위가 끝났다.

## 같이 보기
- 로마 황제 목록